# Castello di Blandings
Il castello di Blandings è un luogo fittizio che ricorre spesso nei racconti e nei romanzi dello scrittore umorista inglese P. G. Wodehouse, essendo la casa di campagna di Clarence, nono conte di Emsworth, dimora di molti membri della sua famiglia e ambientazione di numerose storie, scritte tra il 1915 e il 1975, appartenenti alla cosiddetta "Saga dei Blandings".

## Paesaggio
Nelle storie della "Saga", il castello di Blandings è posto a 2 miglia (3,2 km) dalla cittadina Market Blandings nello Shropshire, una contea dell'ovest dell'Inghilterra. Scriverà Woodehouse nella "Prefazione" del 1969 al romanzo Qualcosa di nuovo, primo romanzo della "Saga" pubblicato nel 1915:
(P.G. Wodehouse, Prefazione a Qualcosa di nuovo, 1969, p. 14)

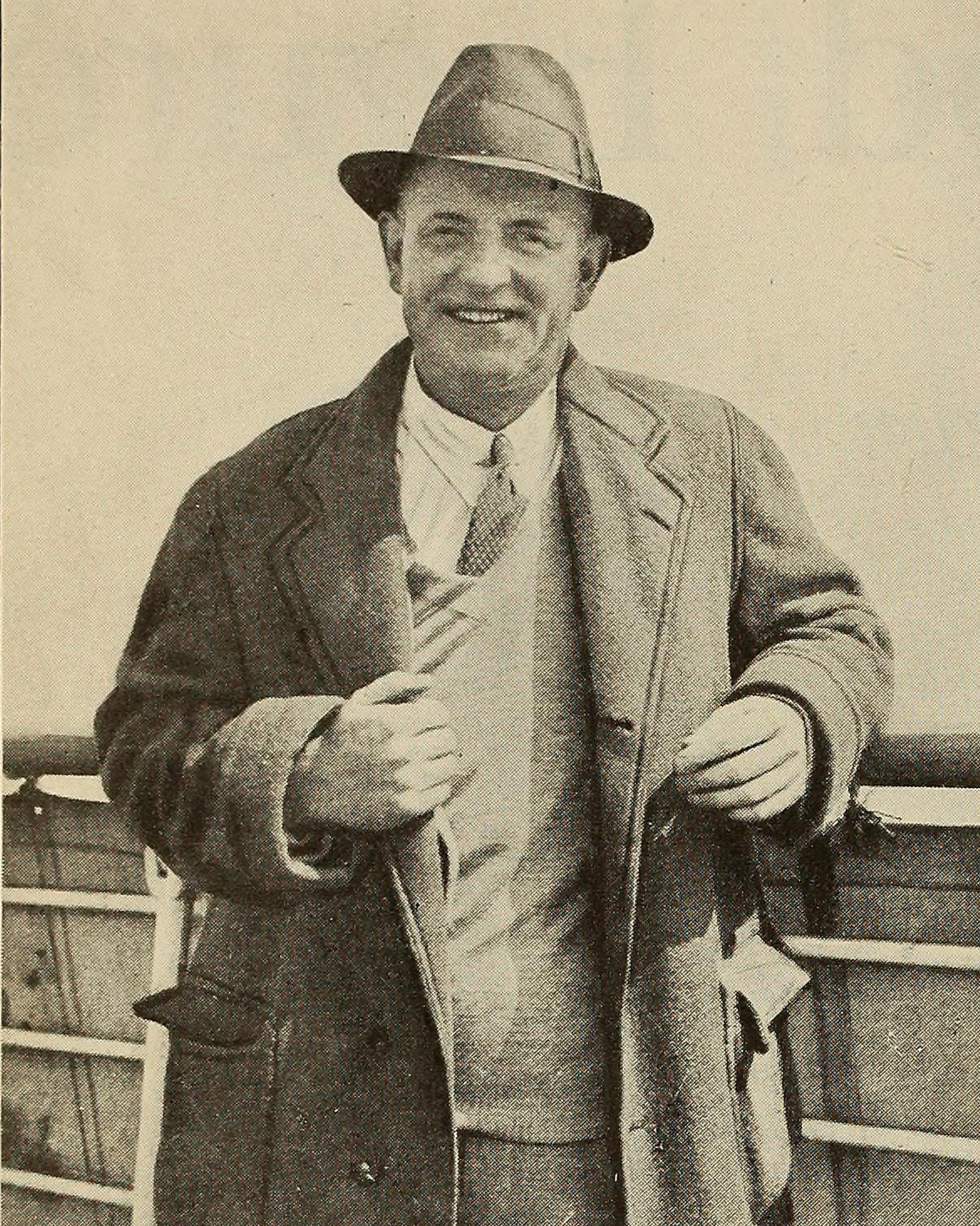
P. G. Wodehouse (foto del 1930, circa)

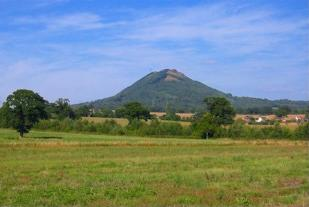
The Wrekin

Oltre al castello dei Blandings, la cittadina di Market Blandings ha la stazione ferroviaria, un albergo (l'Emsworth Arms) e almeno nove pub. Vicinissimo al castello c'è il piccolo villaggio di Blandings Parva, dove il primo lunedì di agosto si svolge una rumorosa "Festa scolastica". Nelle vicinanze del castello si trova anche la cittadina di Much Matchingham, dove è posta Matchingham Hall, la residenza di Sir Gregory Parsloe-Parsloe, il rivale di Lord Emsworth. Per andare dalla Stazione di Londra Paddington a Market Blandings un treno rapido impiega circa tre ore e quaranta.
Il castello è un imponente edificio del primo periodo dei Tudor, costruito a metà circa del XV secolo e rimaneggiato in stile georgiano agli inizi dell'Ottocento, «la cui storia è ricordata negli annali inglesi, e Viollet-le-Duc ha scritto della sua architettura». Dai nobili bastioni si può vedere "The Wrekin", una collina, e in lontananza il fiume Severn. Il castello sorge isolato, circondato da un vasto parco e ha all'interno campi da tennis, il giardino delle rose, orti, porcili modello. Nel parco è contenuto il famoso "Yew Alley" (Vialetto dei tassi) ricoperto di muschio (che il giardiniere Angus McAllister vorrebbe ricoprire di ghiaia); il vialetto dei tassi conduce a un boschetto con la rozza casetta del guardiacaccia McTodd (utilizzata da Psmith per nascondere gioielli rubati). La casetta di un altro guardiacaccia, nel bosco occidentale, è stata invece trasformata nella piacevole residenza dell'Imperatrice di Blandings. Il giardino delle rose è un'attrattiva suggestivamente romantica per gli innamorati. Sempre nel parco c'è un piccolo lago, dove Lord Emsworth fa spesso una breve nuotata al mattino.

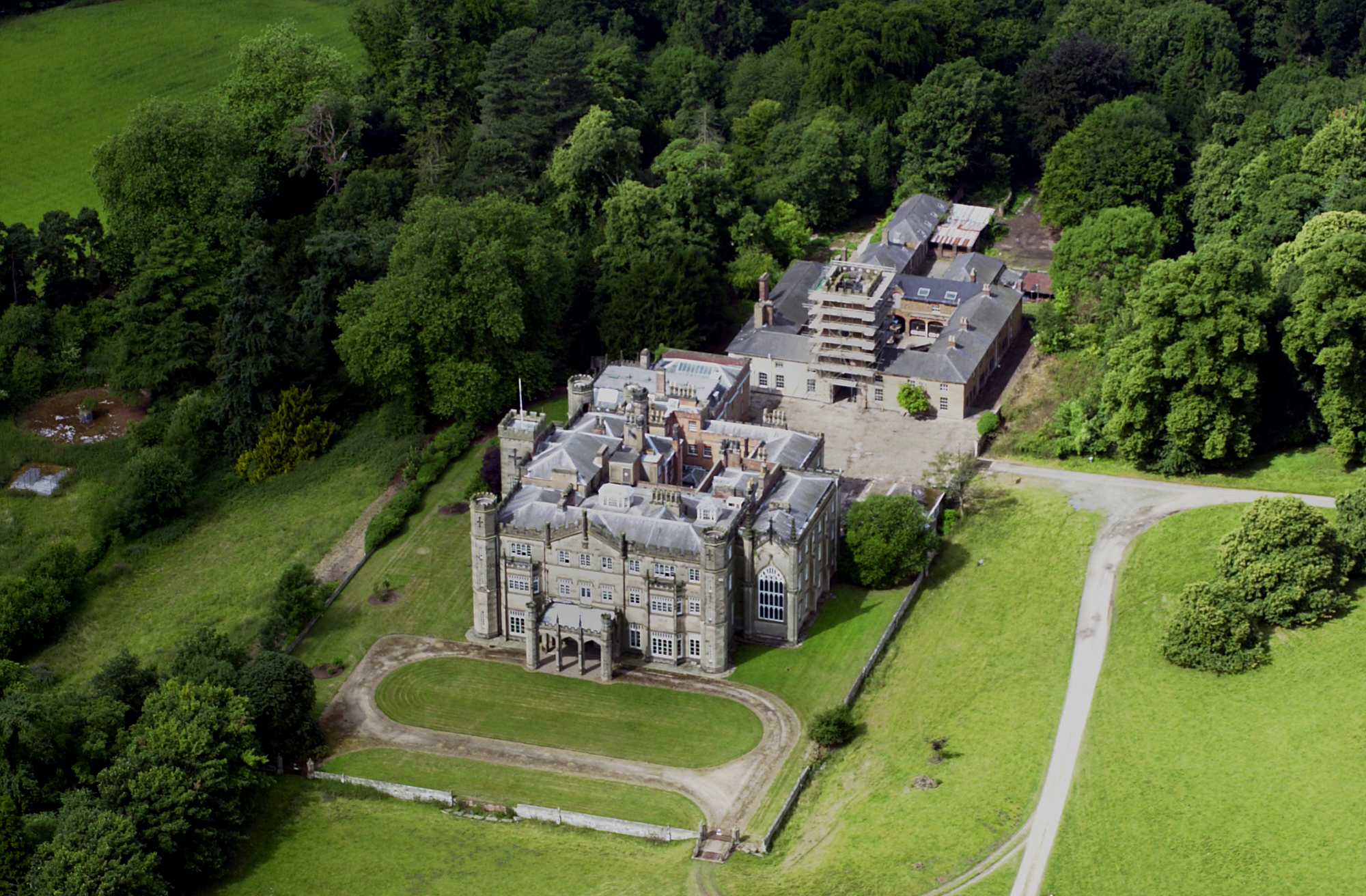
Apley Hall, fotografia eseguita durante i lavori di restauro nel 2001

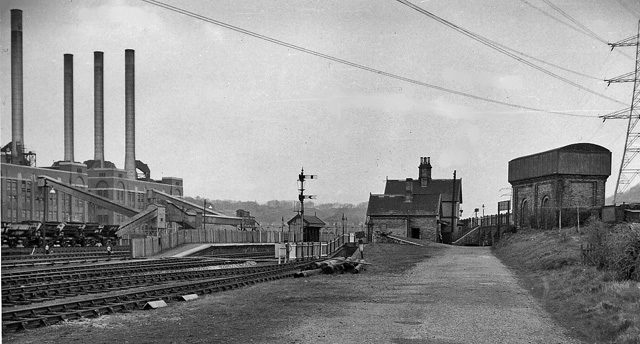
Stazione ferroviaria di Buildwas (foto del 1962)

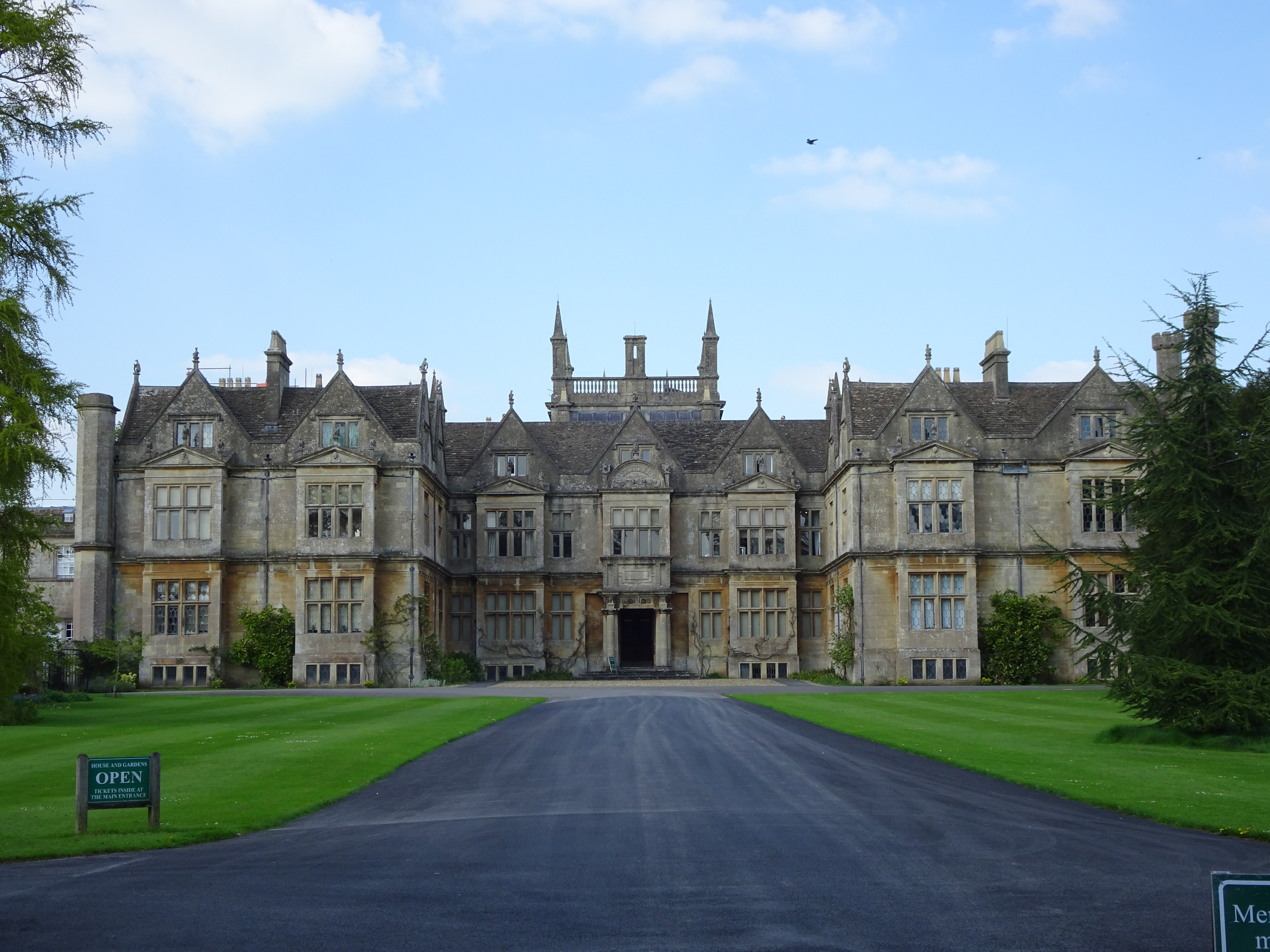
Corsham Court

Al piano terra del castello, oltre agli alloggi della servitù e alle cucine, si trovano il salone dei ricevimenti, la sala delle armi, la sala del biliardo, numerosi fumoirs, e un piccolo museo dove sono custoditi, fra gli altri, una preziosa Bibbia di Gutenberg e una pallottola proveniente dalla battaglia di Waterloo. Una imponente scala in legno di quercia conduce ai piani superiori dove si trovano le camere degli ospiti, la biblioteca, la galleria dei ritratti degli avi e la pinacoteca. Molte delle numerose camere per gli ospiti non sono state più utilizzate dall'epoca della regina Elisabetta I. Di quelle ancora in uso, la Garden Room è la più raffinata, riservata solitamente agli ospiti più prestigiosi; ha un balcone esterno alle sue porte finestre, a cui si accede facilmente dal giardino tramite un comodo tubo di scarico. Oltre alla biblioteca principale c'è una biblioteca più piccola dove nei giorni di pioggia Lord Emsworth si immerge nella lettura; il suo libro preferito è The Care of the Pig (L'assistenza ai maiali) di Augustus Whiffle.
Numerosi sono stati i tentativi di identificare un edificio reale che Wodehouse avrebbe potuto utilizzare come prototipo dell'immaginario Blandings Castle. Sulla base dei dettagli (stazioni ferroviarie, orari, tempi di percorrenza) presenti nelle varie storie della "Saga", lo storico delle ferrovie Michael Cobb ha sostenuto che le coordinate geografiche di Market Blandings dovessero corrispondere a quelle della stazione ferroviaria di Buildwas nello Shropshire; Cobb rilevava inoltre che a meno di 10 km da Buildwas si trova Apley Park (o Apley Hall). Nel 2003 Daryl Lloyd e Ian Greatbatch, due ricercatori del Department of Geography e del Centre for Advanced Spatial Analysis dell'University College di Londra, hanno utilizzato un GIS per analizzare numerosi dati geografici, desunti dalle opere di Wodehouse, e hanno concluso che i criteri geografici erano soddisfatti proprio da Apley Hall un edificio in stile gotico del XIX secolo. Tuttavia Richard Usborne, uno dei maggiori studiosi della vita e delle opere di Wodehouse, testimonia che lo stesso Wodehouse gli confidò che il suo castello di Blandings deve molto al suo ricordo infantile di Corsham Court, la maestosa dimora della famiglia Methuen a Corsham, nel Wiltshire, cittadina in cui il giovane Pelham trascorreva le vacanze scolastiche con uno zio ecclesiastico.

## Abitanti
Dimorano nel castello di Blandings:
Clarence Threepwood, Nono Conte di Emsworthproprietario del castello di Blandings, 59 anni di età, è quasi sempre in giro per il parco di Blandings, ama i fiori e la struttura tradizionale del parco; ama la tranquillità e non vorrebbe essere seccato dai familiari, in particolare le numerose sorelle e i figli; membro del Senior Conservative Club di Londra; ama le competizioni, dapprima come produttore della più grande zucca alla Fiera agricola di Shrewsbury, in seguito come allevatore della scrofa più grassa
Figli di Lord Emsworth
- Hon.[20] George Threepwood, Lord Bosham; figlio primogenito di Lord Emsworth e quindi erede del titolo; marito di Lady Cecily Threepwood, ha due figli: James Threepwood (il maggiore) e George (il cadetto)[21]
- Hon. Freddie Threepwood, figlio cadetto di Lord Emsworth, 26 anni, si fidanza e poi sposa Aggie Donaldson[22], a sua volta figlia di un milionario americano proprietario della fabbrica di biscotti per cani di cui Freddie diventa venditore[10][23]
- Lady Mildred Mant, moglie del colonnello Horace Mant[24]

Fratelli Threepwood
- Hon. Lancelot Threepwood, defunto, padre di Millicent Threepwood[25]
- Hon. Galahad Threepwood ("Gally"), fratello minore di Lord Emsworth, non coniugato, senza figli[25]

Sorelle Threepwood
- Lady Ann Warblington è apparsa solo nel primo romanzo della saga (Qualcosa di nuovo) del 1915
- Lady Charlotte, una delle due sorelle di cui non è noto il cognome maritale[26].; Lady Charlotte è madre di Jane
- Lady Constance ("Connie"), vedova del defunto impresario edile americano Joseph Keeble e poi moglie in seconde nozze del milionario americano James Schoonmaker, un amico di Galahad[27], è spesso l'autoritaria castellana di Blandings; senza figli, ha due figliastre: Phyllis Keeble, figlia di primo letto di Joseph Keeble, e Myra Schoonmaker, figlia di primo letto di James Schoonmaker, le quali si sposeranno entrambe contro il volere di Connie rispettivamente con Michael Jackson ("Mike", protagonista dell'omonimo romanzo e amico di Psmith[28]) e con Bill Bailey[29]
- Lady Diana Phipps, l'unica delle sorelle Threepwood che sia simpatica a Galahad
- Lady Dora Garland, moglie di Sir Everard Garland e madre di Prudence Garland
- Lady Florence Moresby, vedova di J. J. Underwood, ha sposato in seconde nozze Kevin Moresby, da cui si è poi separata
- Lady Georgiana Alcester, proprietaria di quattordici cani, è madre di Gertrude
- Lady Hermione Wedge, moglie del colonnello Egbert Wedge, ha l'aspetto di una cuoca, ma madre della bellissima Veronica[27][30]
- Lady Jane, defunta, era madre di Angela[31] e probabilmente di Wilfred Allsop (Willy)[32]
- Lady Julia Fish, alta e bionda, vedova del Maggiore Generale Sir Miles Fish, C.B.E., e madre di Ronnie Fish[25]

Nipoti (di sesso femminile)sono numerose, di solito presenti a Blandings quando vi sono relegate per motivi sentimentali. Fra le altre:
- Millicent Threepwood, figlia del defunto Hon. Lancelot Threepwood[25]
- Angela, figlia della defunta Lady Jane, è fidanzata di James Belford[31];
- Gertrude Alcester, figlia ventitreenne di Lady Georgiana, è fidanzata col Rev. Rupert Bingham, detto Beefy, ma ha un breve flirt col tenore dolce Orlo Watkins[10]
- Jane, figlia di Lady Charlotte, ama George Abercrombie[33]
- Prudence Garland, figlia di Lady Dora e di Sir Everard Garland, K.C.B.[30]
- Veronica Wedge, figlia di Lady Hermione e del colonnello Egbert Wedge[27][30]

Nipoti (di sesso maschile)
- Wilfred Allsop (Willy), nipote di Lord Emsworth, pianista e poeta, povero, assunto come insegnante di musica nella scuola di Dame Daphne, ma licenziato prima ancora che la scuola inizi, innamorato di Monica Simmons[27]; Daniel H. Garrison (Who’s Who in Wodehouse) e Tony Ring (The Millennium Wodehouse Concordance) ritengono sia fratello di Angela e quindi figlio della defunta Lady Jane[32]
- Ronald Overbury (Ronnie) Fish, figlio di Lady Julia e del defunto Sir Miles Fish, C.B.E., membro del "Drones Club", fidanzato di Sue Brown; poiché Ronnie è orfano, Lord Emsworth è anche l'amministratore fiduciario del suo patrimonio[25]

Altri parenti dei Threepwood
- Percy, Lord Stockheath: nipote di Lord Emsworth[34]; non sono noti i nomi dei genitori
- Algernon Wooster, cugino di Lord Stockheath[34], probabilmente imparentato con Bertie Wooster
- Vescovo di Godalming, imparentato in qualche modo ai Threepwoods[35]
- Mrs Jack Hale, appartenente a un ramo collaterale della famiglia[24]
- Ottavo Conte di Emsworth, padre di Clarence[10]
- Robert, zio di Clarence[10]
- Claude, cugino di Clarence[10]
- Alistair, zio materno di Clarence[10]

Dipendenti a Blandings
- Sebastian Beach: maggiordomo
- Mrs. Twemlow, governante
- Segretari: Rupert Baxter, efficiente segretario di Lord Emsworth, indossa occhiali senza montatura, di natura sospettosa. Sono stati segretari di Lord Emsworth per qualche tempo: Montague (Monty) Bodkin; Lavender Briggs; Alexandra Callender (Sandy); Hugo Carmody; Rupert Psmith, Gerald Anstruther Vail
- Altri domestici: Valletti: Merridew, James, Alfred, Thomas e Stokes; Lustrascarpe: Charles e Henry
- Autisti: Slingsby; Alfred Voules
- Giardinieri: Angus McAllister, capo giardiniere scozzese; Thorne, sostituto di McAllister, scozzese
- Porcari: George Cyril Wellbeloved; James Pirbright; Edwin Pott; Monica Simmons
- Bibliotecaria: Eve Halliday

Passioni
- Imperatrice di Blandings (Empress of Blandings): scrofa nera di proprietà di Lord Emsworth, in gara con più bei maiali d'Inghilterra al concorso come maiale più grasso all'ottantasettesima Fiera agricola dello Shropshire
- Speranza di Blandings (Blandings Hope): zucca di Lord Emsworth, vincitrice del primo premio alla Fiera agricola di Shrewsbury[19]

## Opere ambientate nel castello di Blandings
Della Saga dei Blandings fanno parte undici romanzi, di cui uno incompiuto, tre raccolte di racconti a cui appartengono nove racconti:
- Qualcosa di nuovo (Something Fresh o Something New, romanzo, 1915), ISBN 88-425-0997-3
- Lasciate fare a Psmith (Leave it to Psmith, romanzo, 1923)
- Lampi d'estate (Summer Lightning, romanzo, 1929), ISBN 88-7819-416-6
- Aria di tempesta (Heavy Weather, romanzo, 1933), ISBN 88-7819-498-0
- Il castello di Blandings (Blandings Castle, raccolta di racconti, 1935), ISBN 88-7819-876-5.
  - Importanza di una zucca (The Custody of the Pumpkin, racconto)
  - Lord Emsworth agisce per il meglio (Lord Emsworth Acts for the Best, racconto)
  - L'imperatrice di Blandings (Pig-hoo-o-o-o-ey, racconto)
  - Compagnia per Gertrude (Company for Gertrude, racconto)
  - Un uomo di successo (The Go-getter, racconto)
  - L'amica di Lord Emsworth (Lord Emsworth and the Girl Friend, racconto)
- Lord Emsworth e altri racconti (Lord Emsworth and Others o Crime Wave at Blandings, raccolta di racconti, 1937), ISBN 88-7818-101-3.
  - Aria di delitto a Blandings (The Crime Wave at Blandings, racconto)
- Zio Fred in primavera (Uncle Fred in the Springtime, romanzo, 1939), ISBN 88-7819-662-2
- Luna Piena (Full Moon, romanzo, 1947), ISBN 88-7818-044-0
- Non c'è da preoccuparsi (Nothing Serious, raccolta di racconti, 1950).
  - Nascita di un commesso viaggiatore (Birth of a Salesman, racconto)
- I porci hanno le ali (Pigs Have Wings, romanzo, 1952), ISBN 88-7818-895-6
- I signori sono serviti (Service with a Smile, romanzo, 1962), ISBN 88-7818-209-5
- Genero al verde (Galahad at Blandings, romanzo, 1964), ISBN 88-7818-555-8
- Plum Pie, raccolta di racconti, 1966.
  - Sticky Wicket at Blandings (racconto)
- Il pellicano di Blandings (A Pelican at Blandings, romanzo, 1970), ISBN 88-7818-792-5
- Sunset at Blandings (romanzo incompiuto, 1977)

### Opere di G. P. Wodehouse
- P.G. Wodehouse, Il castello di Blandings [Blandings Castle], collana Coll. BUR ; 481, traduzione di Luigi Brioschi, Milano, Biblioteca universale Rizzoli, 1984,  pp. 133-155, ISBN 88-17-12481-8.
- P.G. Wodehouse, Genero al verde [Galahad at Blandings], collana Coll. Moderna libreria straniera; 28, traduzione di Sario Agnati, Milano, F. Elmo, 1966  [1965].
- P.G. Wodehouse, Luna piena [Full Moon], collana Collezione TEAdue ; 429, traduzione di Stefania Bertola, Milano, TEA, 1996  [1947], ISBN 88-7818-044-0.
- P.G. Wodehouse, Prefazione, in Qualche cosa di nuovo [Something Fresh], collana Collezione GUM. N. S ; 189, traduzione di Mario Bodoman, Milano, Mursia, 1991  [1969],  pp. 13-15, ISBN 88-425-0997-3.
- (EN) P.G. Wodehouse, The World of Blandings: Blandings Castle, London, Random House, 2008, ISBN 978-00-99-51424-4.
- (EN) P.G. Wodehouse, Sunset at Blandings, illustrazioni di Ionicus, Appendices by Richard Usborne, London, Chatto & Windus, 1977, ISBN 0701122374.
- P.G. Wodehouse, Lo zio Fred in primavera [Uncle Fred in the Springtime], traduzione di Alberto Tedeschi, illustrazioni di Boccasile, Verona, A. Mondadori, 1940  [1939].